# Paravoor
Paravoor là một thành phố và khu đô thị của huyện Kollam thuộc bang Kerala, Ấn Độ.

## Nhân khẩu
Theo điều tra dân số năm 2001 của Ấn Độ, Paravoor có dân số 38.649 người. Phái nam chiếm 47% tổng số dân và phái nữ chiếm 53%. Paravoor có tỷ lệ 79% biết đọc biết viết, cao hơn tỷ lệ trung bình toàn quốc là 59,5%: tỷ lệ cho phái nam là 81%, và tỷ lệ cho phái nữ là 77%. Tại Paravoor, 12% dân số nhỏ hơn 6 tuổi.